# مارکوس ماتیولی
مارکوس ماتیولی (به انگلیسی: Marcus Mattioli) (زادهٔ ۱۸ اکتبر ۱۹۶۰) شناگر اهل برزیل است.